# Hieracium picroides
Lo  sparviere picroide  (nome scientifico  Hieracium picroides  Vill., 1812) è una specie di pianta angiosperma dicotiledone della famiglia delle Asteraceae.  Hieracium picroides è anche l'unica "specie principale" italiana appartenente alla sezione Hieracium sect. Picroidea  (Arv.-Touv.) Gremli.

## Etimologia
Il nome del genere deriva dalla parola greca hierax o hierakion (= sparviere, falco). Il nome del genere è stato dato inizialmente dal botanico francese Joseph Pitton de Tournefort (1656 - 1708) rifacendosi probabilmente ad alcuni scritti del naturalista romano Gaio Plinio Secondo (23 - 79) nei quali, secondo la tradizione, i rapaci si servivano di questa pianta per irrobustire la loro vista. L'epiteto specifico ( picroide) significa simile alle specie del genere Picris.
Il nome scientifico della specie è stato definito dal botanico Domínique Villars (1745-1814) nella pubblicazione " Précis d'un Voyage Botanique: fait en Suisse, dans les Grisons, aux sources du Rhim, au Saint Gothard, dans le département du Tessin, le Milanais, le Piemont, etc. En Juillet, Août et Septembre 1811. Précédé de quelques réflexions sur l'utilité des voyages pour les naturalistes. Paris" (Préc. Voy. Bot. 22, t. 1, f. 3) del 1812.

## Descrizione
Habitus. La forma biologica è emicriptofita scaposa (H scap), ossia in generale sono piante erbacee, a ciclo biologico perenne, con gemme svernanti al livello del suolo e protette dalla lettiera o dalla neve e sono dotate di un asse fiorale eretto e spesso privo di foglie. Tutte le specie del gruppo sono provviste di latice; inoltre in queste piante sono presenti densi peli ghiandolari giallastri (i peduncoli dei peli ghiandolari sono nerastri). Queste piante sono afillopode.
Fusto. I fusti, in genere eretti e ascendenti, sono di solito solitari e mediamente ramificati o afilli. La parte alta del fusto può essere vischiosa; quella bassa può essere legnosa. Il colore varia da verde-chiaro a verde-glauco (rosso-violaceo in basso). Le radici in genere sono di tipo fittonante. Il fusto può arrivare ad una altezza massima di 50 – 80 cm.
Foglie. Sono presenti sia foglie delle rosette basali che cauline con disposizione alterna. Le lamine sono intere, dentate oppure (raramente) pennatosette; la forma varia da oblungo-lanceolata a ovata. Le foglie cauline, da 10 a 20, sono tutte semiamplexicauli. La superficie può essere ricoperta da peli semplici o ramificati.
Infiorescenza. L'infiorescenza è composta da 5 a 15 capolini terminali raccolti in lassi panicoli. L'acladio è di 1 – 4 cm. I capolini, solamente di tipo ligulifloro, sono formati da un involucro composto da diverse brattee (o squame) all'interno delle quali un ricettacolo fa da base ai fiori ligulati. L'involucro ha una forma più o meno semiellissoide ed è formato da diverse serie di brattee. Il ricettacolo, alla base dei fiori è nudo (senza pagliette) e i margini degli alveoli sono lungamente dentati.
Fiori. I fiori, tutti ligulati, sono tetra-ciclici (ossia sono presenti 4 verticilli: calice – corolla – androceo – gineceo) e pentameri (ogni verticillo ha in genere 5 elementi). I fiori sono ermafroditi, fertili e zigomorfi.
- Formula fiorale:

*/x K {\displaystyle \infty }, [C (5), A (5)], G 2 (infero), achenio
- Calice: i sepali del calice sono ridotti ad una coroncina di squame.
- Corolla: le corolle sono formate da un tubo e da una ligula terminante con 5 denti; il colore è giallo. I dentelli apicali sono cigliati. Dimensioni delle ligule: larghezza 2 mm; lunghezza 15 – 20 mm.
- Androceo: gli stami sono 5 con filamenti liberi, mentre le antere sono saldate in un manicotto (o tubo) circondante lo stilo.[14] Le antere alla base sono acute. Il polline è tricolporato.[15]
- Gineceo: lo stilo giallo (con tendenza al nerastro) è filiforme e peloso sul lato inferiore; gli stigmi dello stilo sono due divergenti. L'ovario è infero uniloculare formato da 2 carpelli. La superficie stigmatica è interna.[16]
- Antesi: da giugno a settembre.

Frutti. I frutti sono degli acheni con pappo. Gli acheni hanno una forma da oblunga a obovoide-obconica con apice troncato e privi di becco (non sono compressi); in alcuni casi gli acheni sono provvisti di coste longitudinali. Il pappo si compone di peli semplici grigiastri, scabri o barbati (non piumosi). Raramente il pappo è assente.

## Biologia
Impollinazione: l'impollinazione avviene tramite insetti (impollinazione entomogama tramite farfalle diurne e notturne).
Riproduzione: la fecondazione avviene fondamentalmente tramite l'impollinazione dei fiori (vedi sopra).
Dispersione: i semi (gli acheni) cadendo a terra sono successivamente dispersi soprattutto da insetti tipo formiche (disseminazione mirmecoria). In questo tipo di piante avviene anche un altro tipo di dispersione: zoocoria. Infatti gli uncini delle brattee dell'involucro si agganciano ai peli degli animali di passaggio disperdendo così anche su lunghe distanze i semi della pianta.

## Distribuzione e habitat
Geoelemento: il tipo corologico (area di origine) è Alpico.
Distribuzione: in Italia questa specie si trova (raramente) nelle Alpi. Nel resto dell'Europa e dell'areale del Mediterraneo si trova in
Habitat: l'habitat preferito per queste piante sono i prati alpini degradati, aree con erbe alte e i boschi.
Distribuzione altitudinale: sui rilievi alpini, in Italia, queste piante si possono trovare tra 1.600 e 2.000 m s.l.m..

## Tassonomia
La famiglia di appartenenza di questa voce (Asteraceae o Compositae, nomen conservandum) probabilmente originaria del Sud America, è la più numerosa del mondo vegetale, comprende oltre 23.000 specie distribuite su 1.535 generi, oppure 22.750 specie e 1.530 generi secondo altre fonti (una delle checklist più aggiornata elenca fino a 1.679 generi). La famiglia attualmente (2021) è divisa in 16 sottofamiglie.

### Filogenesi
Il genere di questa voce appartiene alla sottotribù Hieraciinae della tribù Cichorieae (unica tribù della sottofamiglia Cichorioideae). In base ai dati filogenetici la sottofamiglia Cichorioideae è il terz'ultimo gruppo che si è separato dal nucleo delle Asteraceae (gli ultimi due sono Corymbioideae e Asteroideae). La sottotribù Hieraciinae fa parte del "quinto" clade della tribù; in questo clade è posizionata alla base ed è "sorella al resto del gruppo comprendente, tra le altre, le sottotribù Microseridinae e Cichoriinae. Il genere Hieracium (insieme al genere Pilosella) costituisce il nucleo principale della sottotribù Hieraciinae e formano (insieme ad altri generi minori) un "gruppo fratello" posizionato nel "core" delle Hieraciinae.
Il genere Hieracium è un genere estremamente polimorfo con maggioranza di specie apomittiche. Di questo genere sono descritte circa 1000 specie sessuali e oltre 3000 specie apomittiche, delle quali circa 250 e più sono presenti nella flora spontanea italiana. Alcuni taxon collegati alle varie specie del genere sono sottospecie, altri sono considerati aggregati (o inclusi), e altri ancora sono considerati "intermediari" (o impropriamente ibridi in quanto queste specie essendo apomittiche non si incrociano e quindi non danno prole feconda) con altre specie. A causa di ciò si pongono dei problemi di sistematica quasi insolubili e per avere uno sguardo d'insieme su questa grande variabilità può essere necessario assumere un diverso concetto di specie. Qui in particolare viene seguita la suddivisione del materiale botanico in sezioni così come sono elencate nell'ultima versione della "Flora d'Italia".
La specie di questa voce è descritta all'interno della sezione Hieracium sect. Picroidea (Arv.-Touv.) Gremli  (sezione V). L'assenza delle foglie basali delle specie di questa sezione rappresenta una forma di transizione verso le specie del genere Schlagintweitia. I caratteri principali della V sezione sono:
- in questa pianta sono presenti densi peli ghiandolari giallastri;
- la parte alta del fusto può essere vischiosa;
- le foglie cauline, da 8 a 12, sono tutte semiamplexicauli;
- i fusti si presentano con 5 - 15 capolini;
- i peduncoli dei peli ghiandolari sono nerastri;
- i denti delle ligule sono cigliati;
- i margini degli alveoli del ricettacolo sono lungamente dentati.

Nella "Flora d'Italia" è indicata la seguente "specie secondaria" (collegata riproduttivamente alla specie di questa voce) appartenente al gruppo della sezione Picroidea:
- Hieracium volaiense Gottschl., 2001 - Distribuzione: Carnia.

L'indumentum è uno degli elementi più importanti per distinguere le varie specie. H. picroides è caratterizzato dalla seguente pubescenza:
| Tipo peli        | Parti della pianta |
| ---------------- | --- |
| Peli semplici    | Sono assenti ovunque (eventualmente si presentano sparsamente sul fusto e sulle foglie - raramente in modo denso)                                            |
| Peli ghiandolari | Ovunque si presentano in modo denso (o molto abbondante), sono lunghi 1 – 2 mm, i peduncoli sono in genere nerastri, le ghiandole apicali sono nere o gialle |
| Peli stellati    | Caule: sono sparsi; foglie: assenti o lungo le nervature dorsali; peduncoli dei capolini: densi; brattee involucrali: assenti                                |

### Sottospecie
Per questa specie sono riconosciute le seguenti sottospecie, alcune delle quali sono presenti nella flora spontanea italiana:
- Hieracium picroides subsp. picroides - Distribuzione: Italia (Alpi), Alpi (versante settentrionale)
- Hieracium picroides subsp. christii (Arv.-Touv.) Zahn, 1906 - Distribuzione: Italia (Lombardia) e Svizzera
- Hieracium picroides subsp. grimsulanum (Zahn) Zahn, 1914 - Distribuzione: Italia (Lombardia) e Svizzera
- Hieracium picroides subsp. intermixtum (Zahn) Zahn, 1906 - Distribuzione: Svizzera e Germania
- Hieracium picroides subsp. lutescens (Zahn) Greuter, 2008 - Distribuzione: Italia (Alpi), Alpi (versante settentrionale)
- Hieracium picroides subsp. ochroleucum (Hoppe) Zahn, 1906 -Distribuzione: Italia (Alpi occidentalI), Alpi (versante settentrionale)
- Hieracium picroides subsp. trichopicris (Zahn) Zahn, 1921 - Distribuzione: Italia (Alpi occidentalI), Alpi (versante settentrionale)

### Specie simili
L'aspetto generale della pianta di questa voce è intermedia tra la specie Hieracium prenanthoides Vill. e Hieracium intybaceum.

### Sinonimi
La specie di questa voce, in altri testi, può essere chiamato con nomi diversi. L'elenco che segue indica alcuni tra i sinonimi più frequenti:
Sinonimi della sottospecie lutescens
- Hieracium lutescens Huter ex Favre
- Hieracium ochroleucum subsp. lutescens  Zahn
- Hieracium sieberi  Tausch

Sinonimi della sottospecie ochroleucum
- Hieracium ochroleucum Hoppe

Sinonimi della sottospecie picroides
- Hieracium helveticum  Arv.-Touv. ex Nyman
- Hieracium pallidiflorum  Jord. ex Nyman
- Hieracium pseudopicris  Arv.-Touv.

Sinonimi della sottospecie trichopicris
- Hieracium fastuosum subsp. trichopicris Zahn